# Pteromalus cerealellae
Pteromalus cerealellae är en stekelart som först beskrevs av William Harris Ashmead 1902.  Pteromalus cerealellae ingår i släktet Pteromalus och familjen puppglanssteklar. Inga underarter finns listade i Catalogue of Life.